# سيث هولت
سيث هولت (بالإنجليزية: Seth Holt)‏ (و. 1923 – 1971 م) هو مخرج أفلام، وكاتب سيناريو، ومنتج أفلام، ومونتير بريطاني، ولد في الانتداب البريطاني على فلسطين، توفي في لندن، عن عمر يناهز 48 عاماً.

## وصلات خارجية
- سيث هولت على موقع IMDb (الإنجليزية)
- سيث هولت على موقع ألو سيني (الفرنسية)
- سيث هولت على موقع أول موفي (الإنجليزية)
- سيث هولت على موقع قاعدة بيانات الأفلام السويدية (السويدية)
- سيث هولت على موقع إن إن دي بي (الإنجليزية)
- سيث هولت على موقع قاعدة بيانات الفيلم (الإنجليزية)
- سيث هولت على موقع كينوبويسك (الروسية)